# Branița, Haskovo
Branița (în bulgară Браница) este un sat în comuna Harmanli, regiunea Haskovo,  Bulgaria. 

## Demografie
Componența etnică a satului Branița
     Bulgari (72,26%)
     Romi (21,16%)
     Nicio identificare (6,56%)
     Altele (0%)
La recensământul din 2011, populația satului Branița era de 137 locuitori. Din punct de vedere etnic, majoritatea locuitorilor (72,26%) erau bulgari, cu o minoritate de romi (21,16%). Pentru 6,56% din locuitori nu este cunoscută apartenența etnică.